# Plumb (album)
Plumb is het eerste album van de Amerikaanse muziekartieste Plumb, uitgekomen in 1997. Het album was niet alleen een groot succes voor Plumb zelf, maar ook voor haar partner Matt Bronleewe. Dit is het eerste album dat hij geproduceerd heeft. Het bevat de hitliedjes "Unforgiveable", "Crazy", "Endure" en "Who Am I?".

## Nummers
1. Sobering (Don't Turn Around)
2. Who Am I?
3. Unforgiveable
4. Endure
5. Willow Tree
6. Concrete
7. Crazy
8. Pennyless
9. Cure
10. Send Angels